# No Land's Song
Pour plus de détails, voir Fiche technique et Distribution.
No Land's Song (en persan : آواز بی‌سرزمین) est un film iranien d'Ayat Najafi, sorti en 2014.

## Synopsis
Selon les mollahs iraniens, la voix féminine est source de péché car elle est susceptible, dans la loi islamique, de donner du plaisir aux hommes. Il est donc interdit pour les femmes de chanter en solo en public, sauf si celui-ci est exclusivement féminin. Les autorités tolèrent que les femmes chantent en public à condition qu'elles aient un rôle musical secondaire et qu'elle soient impérativement accompagnées de plusieurs hommes qui couvrent nettement leurs voix. En revanche, elles sont autorisées à chanter dans la sphère privée. 
La jeune compositrice iranienne Sara Najafi, féministe active et sœur du réalisateur a cependant un projet fou à Téhéran : organiser, peu avant les élections présidentielles iraniennes de 2013, un concert de chant au cours duquel des femmes chanteront en solo sur scène devant un public mixte, afin de renouer avec une tradition de chansons persanes qui existait et avait beaucoup de succès avant l'arrivée de l'Ayatollah Khomeini et la révolution islamique d'Iran en 1979. Pour mener à bien son projet, Sara Najafi décide de tisser des liens avec les chanteuses françaises Jeanne Cherhal et Élise Caron, ainsi que la chanteuse tunisienne Emel Mathlouthi, militante lors de la révolution tunisienne de 2011, au titre des échanges culturels internationaux. Mais les tracasseries administratives et religieuses iraniennes sont de grands freins au projet, et les patientes tentatives de négociations de Sara avec les Mollahs se heurtent à un mur constant : en Iran, l'administration islamique ne donne jamais d’explication à ses prises de position et à ses refus. Sara, encouragée par l'équipe de musiciens et de personnalités du cinéma du film, n'hésite pourtant pas à braver les interdits, la censure et les tabous grâce à son courage et sa détermination à sortir les femmes iraniennes de cette prison culturelle.

## Fiche technique
- Titre : No Land's Song
- Titre original : Avaz e Bi Sarzamin (persan : آواز بی‌سرزمین)
- Réalisation : Ayat Najafi
- Scénario : Ayat Najafi
- Producteur délégué : Anne Grange

Équipe Technique
- Directeur de la photographie : 
  - Koohyar Kalari
  - Sarah Blum
- Chef monteur : 
  - Julia Wiedwald
  - Schokofeh Kamiz
- Ingénieur du son : 
  - Sasan Nakhaei
  - Dana Farzanehpour
  - Julien Brossier
- Mixage : Oliver Stahn
- Monteur son: Oliver Stahn

Soundtrack
- Compositeurs :
  - Sara Najafi
  - Parvin Namazi
  - Sébastien Hoog
  - Edward Perraud
  - Maryam Tajhdeh
- Langue originale : persan
- Durée : 91 minutes
- Dates de sortie :
  - première au Festival des films du monde de Montréal 2014 le 28 août 2014[1]

## Distribution
- Sara Najafi : la compositrice iranienne et joueuse de târ (instrument à cordes pincées)
- Ayat Najafi : le réalisateur
- Parvin Namazi : la chanteuse iranienne âgée
- Sayeh Sodeyfi : la chanteuse iranienne jeune
- Élise Caron : une chanteuse française
- Jeanne Cherhal : une chanteuse française
- Emel Mathlouthi : la chanteuse tunisienne
- Sébastien Hoog : le guitariste français
- Edward Perraud : le batteur français
- Chakad Fesharaki : le joueur de kamancheh (instrument à cordes frottées)
- Maryam Taj-hdeh : la joueuse iranienne de târ
- Imed Alibi : le joueur iranien de percussions
- Ali Kazemian : le chanteur iranien
- Ali Rahimi : le joueur iranien de tombak (percussion iranienne)

## Récompenses
- Meilleur réalisateur documentaire – Noor Iranian Film Festival, Los Angeles, USA
- Prix du Jury Jeune – DOK Leipzig, Allemagne
- Docuficx Meilleur documentaire – Festival international du cinéma de Gijón, Espagne
- Prix du Public – Middle East Now festival, Italie
- Prix Nestor Almendros – Human Rights Watch Film Festival, New York, USA
- Mention spéciale du Jury de Fleury Mérogis – Festival International du Film des Droits de l’Homme de Paris, France
- Mention spéciale Exterminer Prize – Achtung Berlin, Allemagne
- Mention spéciale du Jury DocFilmMusic – Festival du film de Cracovie, Pologne[2]
- Meilleur film documentaire – Festival des films du monde de Montréal 2014,  Canada
- Grand prix et Prix de la critique – Festival 2 Valenciennes 2016,  France [3].

## Accueil

### Box Office
Cumulé en semaines d'exploitation:
| Pays ou région | Box-office     | Date d'arrêt du box-office | Nombre de semaines |
| -------------- | -------------- | -------------------------- | ------------------ |
| France         | 58 384 entrées | 13 juillet 2016            | 17                 |

### Critiques
Noémie Luciani du Monde nous fournit le contexte de cette réalisation, Sara Najafi et son frère Ayat Najafi ont pris part à la Révolution verte en 2009, afin de poursuivre le combat par un autre moyen, ils le porteront sur le plan culturel : « elle tenterait d’organiser un concert de chanteuses solistes, et son frère ferait de sa croisade un film. No Land’s Song... raconte le combat de chanteuses solistes pour monter un concert à Téhéran, au moment où le pouvoir présidentiel va passer de Mahmoud Ahmadinejad à Hassan Rohani ».
Selon Thomas Sotinel,  critique au Monde, les « séquences qui mettent aux prises une jeune compositrice et chanteuse décidée à monter un concert féminin à Téhéran, [...] et le responsable chargé de délivrer l’autorisation nécessaire, donnent à ce film, par ailleurs souvent joyeux, une gravité et une puissance qui le hissent au-dessus du commun des documentaires ».
Jeanne Cherhal et Elise Caron participent au combat de Sara Najafi pour organiser le concert de chanteuses en 2013 à Téhéran. Il est interdit en Iran que des femmes chantent sur scène, devant un public mixte. Les difficultés de la démarche semblaient impossibles à surmonter. Des artistes portent la contestation sur le plan culturel.